# 社会必要劳动时间
社会必要劳动时间是“个别劳动时间”的对称，指在现有的社会正常的生产条件下，在社会平均的劳动熟练程度和劳动强度下制造某种使用价值所需要的劳动时间。
这里的“现有的社会正常的生产条件”是指现时某生产部门的平均生产条件，或大多数商品生产者所具有的生产条件，其中最主要是劳动工具的状况；这里的“平均的劳动熟练程度和劳动强度”是指中等水平或部门平均劳动熟练程度和劳动强度。
如生产一件上衣，各个商品生产者由于设备、技术熟练程度等差别，个别劳动时间从2小时到4小时不等，但一般用3小时的劳动生产出来的，这3小时就是生产上衣的社会必要劳动时间；它随社会劳动生产率的提高而减少。
社会必要劳动时间决定商品的价值量，是在同类商品生产者之间的竞争中实现的。
另外马克思在分析社会生产各部门之间按比例分配社会总劳动的必要性时，提出另一意义上的社会必要劳动时间，是满足社会对某种产品的需要而必须分配到某一部门去的那部分社会劳动时间，如社会需要10万双鞋，每双鞋需平均耗费社会劳动时间1小时，则生产鞋需的社会必要劳动时间为10万小时。